# Episodi di The Vise (seconda stagione)
La seconda stagione della serie televisiva The Vise è stata trasmessa in anteprima negli Stati Uniti d'America dalla ABC tra il 1º luglio 1955 e il 30 dicembre 1955.
| nº | Titolo originale             | Titolo italiano | Prima TV USA      | Prima TV Italia |
| -- | ---------------------------- | --------------- | ----------------- | --------------- |
| 1  | Diplomatic Error             |                 | 1º luglio 1955    |                 |
| 2  | Strangle Hold                |                 | 8 luglio 1955     |                 |
| 3  | The Corpse in Room Thirteen  |                 | 15 luglio 1955    |                 |
| 4  | Death Walks by Night         |                 | 22 luglio 1955    |                 |
| 5  | The Verdict                  |                 | 29 luglio 1955    |                 |
| 6  | The Bargain                  |                 | 5 agosto 1955     |                 |
| 7  | Death in White               |                 | 19 agosto 1955    |                 |
| 8  | The Broken Link              |                 | 26 agosto 1955    |                 |
| 9  | Never Let Me Die             |                 | 2 settembre 1955  |                 |
| 10 | Bond of Hate                 |                 | 9 settembre 1955  |                 |
| 11 | Death Mask                   |                 | 16 settembre 1955 |                 |
| 12 | Side Entrance                |                 | 23 settembre 1955 |                 |
| 13 | The Search for Martha Harris |                 | 30 settembre 1955 |                 |
| 14 | Money to Burn                |                 | 7 ottobre 1955    |                 |
| 15 | Two of a Kind                |                 | 14 ottobre 1955   |                 |
| 16 | Cross Channel                |                 | 21 ottobre 1955   |                 |
| 17 | Death Takes No Holiday       |                 | 28 ottobre 1955   |                 |
| 18 | Dead Man's Evidence          |                 | 4 novembre 1955   |                 |
| 19 | Stranger in Town             |                 | 11 novembre 1955  |                 |
| 20 | By Persons Unknown           |                 | 18 novembre 1955  |                 |
| 21 | Killer at Large              |                 | 25 novembre 1955  |                 |
| 22 | Wrong Time Murder            |                 | 2 dicembre 1955   |                 |
| 23 | Gift from Heaven             |                 | 9 dicembre 1955   |                 |
| 24 | Second Sight                 |                 | 16 dicembre 1955  |                 |
| 25 | Code Name: Murder            |                 | 23 dicembre 1955  |                 |
| 26 | Snapshot                     |                 | 30 dicembre 1955  |                 |